# Больё (Кальвадос)
Больё (фр. Beaulieu) — коммуна во Франции, находится в регионе Нижняя Нормандия. Департамент коммуны — Кальвадос. Входит в состав кантона Ле-Бени-Бокаж. Округ коммуны — Вир.
Код INSEE коммуны — 14052.

## Население
Население коммуны на 2010 год составляло 174 человека.
| 1962 | 1968 | 1975 | 1982 | 1990 | 1999 | 2010 |
| ---- | ---- | ---- | ---- | ---- | ---- | ---- |
| 121  | 127  | 116  | 128  | 150  | 143  | 174  |

## Экономика
В 2010 году среди 125 человек трудоспособного возраста (15—64 лет) 92 были экономически активными, 33 — неактивными (показатель активности — 73,6 %, в 1999 году было 80,6 %). Из 92 активных жителей работали 86 человек (47 мужчин и 39 женщин), безработных было 6 (1 мужчина и 5 женщин). Среди 33 неактивных 11 человек были учениками или студентами, 17 — пенсионерами, 5 были неактивными по другим причинам.